# Родохори
Родохори (грч. Ροδοχώρι) је насељено место у општини Горуша у периферији Западна Македонија, Грчка. Према попису из 2021. године било је 27 становника.
Према бугарском географу и историчару, Василу Канчову, у Родохорију је 1900. године живело 366 Грка. Родохори се налази у области Населица, која је некада била насељена словенским становништвом које је касније хеленизовано. Село се раније звало Радовишта.